# ويركان
ويركان هي جماعة قروية في إقليم الحوز بجهة مراكش آسفي. وهي تضم 7663 نسمة ، حسب الإحصاء العام للسكان والسكنى لسنة 2024.
يبعد مركز الجماعة عن مدينة مراكش بـ 60 كلم.

## دواوير الجماعة
- دوار ..
- دوار ..
- دوار ..
- دوار ..
- دوار ..

## التعليم
قائمة المؤسسات التعليمية في جماعة ويركان:
- مجموعة مدارس .. (المركزية: .. / الوحدات: ..)
- مجموعة مدارس .. (المركزية: .. / الوحدات: ..)
- إعدادية ويركان